# وينا
وينا هي بلدية في أنغولا، تتبع مقاطعة موكسيكو ، وهي عاصمتها، بلغ عدد سكانها 456,000 نسمة في 2014.

## المناخ
يظهر الجدول التالي التغييرات المناخية على مدار السنة لوينا:
| البيانات المناخية لـوينا           | البيانات المناخية لـوينا | البيانات المناخية لـوينا | البيانات المناخية لـوينا | البيانات المناخية لـوينا | البيانات المناخية لـوينا | البيانات المناخية لـوينا | البيانات المناخية لـوينا | البيانات المناخية لـوينا | البيانات المناخية لـوينا | البيانات المناخية لـوينا | البيانات المناخية لـوينا | البيانات المناخية لـوينا | البيانات المناخية لـوينا |
| الشهر                              | يناير                    | فبراير                   | مارس                     | أبريل                    | مايو                     | يونيو                    | يوليو                    | أغسطس                    | سبتمبر                   | أكتوبر                   | نوفمبر                   | ديسمبر                   | المعدل السنوي            |
| ---------------------------------- | ------------------------ | ------------------------ | ------------------------ | ------------------------ | ------------------------ | ------------------------ | ------------------------ | ------------------------ | ------------------------ | ------------------------ | ------------------------ | ------------------------ | ------------------------ |
| الدرجة القصوى °م (°ف)              | 32.7 (90.9)              | 32.4 (90.3)              | 32.0 (89.6)              | 33.4 (92.1)              | 32.0 (89.6)              | 31.0 (87.8)              | 30.0 (86.0)              | 33.5 (92.3)              | 35.0 (95.0)              | 34.3 (93.7)              | 34.0 (93.2)              | 32.4 (90.3)              | 35.0 (95.0)              |
| متوسط درجة الحرارة الكبرى °م (°ف)  | 26.9 (80.4)              | 27.0 (80.6)              | 26.8 (80.2)              | 27.3 (81.1)              | 27.1 (80.8)              | 25.7 (78.3)              | 26.2 (79.2)              | 28.8 (83.8)              | 30.8 (87.4)              | 29.6 (85.3)              | 27.3 (81.1)              | 26.9 (80.4)              | 27.5 (81.5)              |
| المتوسط اليومي °م (°ف)             | 21.8 (71.2)              | 21.7 (71.1)              | 21.6 (70.9)              | 21.4 (70.5)              | 19.4 (66.9)              | 17.2 (63.0)              | 17.4 (63.3)              | 20.0 (68.0)              | 22.6 (72.7)              | 22.9 (73.2)              | 21.8 (71.2)              | 21.6 (70.9)              | 20.8 (69.4)              |
| متوسط درجة الحرارة الصغرى °م (°ف)  | 16.6 (61.9)              | 16.4 (61.5)              | 16.3 (61.3)              | 15.5 (59.9)              | 11.8 (53.2)              | 8.8 (47.8)               | 8.7 (47.7)               | 11.5 (52.7)              | 14.5 (58.1)              | 16.2 (61.2)              | 16.2 (61.2)              | 16.4 (61.5)              | 14.0 (57.2)              |
| أدنى درجة حرارة °م (°ف)            | 11.0 (51.8)              | 10.7 (51.3)              | 12.3 (54.1)              | 9.1 (48.4)               | 3.9 (39.0)               | 3.1 (37.6)               | 2.7 (36.9)               | 4.6 (40.3)               | 8.7 (47.7)               | 11.0 (51.8)              | 11.0 (51.8)              | 11.5 (52.7)              | 2.7 (36.9)               |
| الهطول مم (إنش)                    | 226 (8.9)                | 192 (7.6)                | 198 (7.8)                | 99 (3.9)                 | 6 (0.2)                  | 0 (0)                    | 0 (0)                    | 2 (0.1)                  | 20 (0.8)                 | 90 (3.5)                 | 169 (6.7)                | 217 (8.5)                | 1٬219 (48.0)             |
| متوسط أيام هطول الأمطار (≥ 0.1 mm) | 22                       | 20                       | 23                       | 12                       | 2                        | 0                        | 0                        | 0                        | 3                        | 13                       | 20                       | 23                       | 138                      |
| متوسط الرطوبة النسبية (%)          | 77                       | 77                       | 77                       | 71                       | 57                       | 47                       | 42                       | 39                       | 44                       | 61                       | 74                       | 77                       | 62                       |
| ساعات سطوع الشمس الشهرية           | 130.2                    | 130.0                    | 142.6                    | 192.0                    | 263.5                    | 270.0                    | 285.2                    | 269.7                    | 213.0                    | 176.7                    | 135.0                    | 124.0                    | 2٬331٫9                  |
| ساعات سطوع الشمس اليومية           | 4.2                      | 4.6                      | 4.6                      | 6.4                      | 8.5                      | 9.0                      | 9.2                      | 8.7                      | 7.1                      | 5.7                      | 4.5                      | 4.0                      | 6.4                      |
| المصدر: الأرصاد الجوية الألمانية   |                          |                          |                          |                          |                          |                          |                          |                          |                          |                          |                          |                          |                          |

## أعلام
- جوناس سافيمبي
- أستريدا فيسينت